# Антонова, Галина Степановна
Галина Степановна Антонова — советский хозяйственный и государственный деятель, лауреат Государственной премии СССР за выдающиеся достижения в труде.

## Биография
Родилась в 1940 году в Угличском районе Ярославской области. Член КПСС.
В 1960—1995 годах — сборщица часов цеха № 6 Угличского часового завода «Чайка» Министерства приборостроения СССР.
За большой личный вклад в дело создания надёжных машин и приборов была в составе коллектива удостоена Государственной премии СССР за выдающиеся достижения в труде 1982 года.
Делегат XXVII съезда КПСС.
Живёт в Угличе.

## Награды
- Орден Ленина (1986)
- Орден Трудового Красного Знамени (1981)